# Almoez Abdulla
Almoez Ali Zainelabdeen Abdulla (arabisch المعز علي زين العابدين عبد الله, DMG al-Muʿizz ʿAlī Zain al-ʿĀbidīn ʿAbd Allāh; * 19. August 1996 in Khartum, Sudan) ist ein katarischer Fußballspieler.

## Karriere

### Verein
Abdulla hatte seine Profikarriere bei Lekhwiya begonnen, ehe er nach Belgien zur KAS Eupen wechselte. 2015 wechselte er nach Österreich zum Kooperationsverein LASK. Sein Profidebüt gab er am 5. Spieltag 2015/16 gegen den SC Austria Lustenau. Abdulla spielte auch für die SPG FC Pasching/LASK Juniors. Im Januar 2016 wechselte er nach Spanien zum Drittligisten Cultural Leonesa.
Zur Saison 2016/17 kehrte er nach Katar zu Lekhwiya zurück und gewann mit dem Verein gleich in der ersten Saison die Meisterschaft. Diesen Erfolg wiederholte er in der Saison 2017/18 und gewann zudem den nationalen Pokal, den Emir of Qatar Cup. Nach einer Fusion im Jahr 2017 firmierte der Verein mittlerweile unter dem Namen al-Duhail SC. Auch 2020 wurde der Verein erneut Landesmeister.

### Nationalmannschaft
Abdulla spielte im Dezember 2013 erstmals fürs Nationalteam, das Spiel wurde von der FIFA jedoch nicht anerkannt. Am 25. August 2016 kam er im Freundschaftsspiel gegen Thailand zu seinem ersten offiziellen Einsatz. Seit 2017 wird er regelmäßig berufen. Bei der Asienmeisterschaft 2019 gewann Abdulla mit der katarischen Nationalmannschaft den Titel und er wurde mit neun Toren Torschützenkönig sowie zum besten Spieler des Turniers gewählt.

### Kontroverse um die Staatsangehörigkeit
Im Januar 2019 zog Abdulla mit Katar ins Finale des Asien-Cups ein. Daraufhin legte der Halbfinalgegner, die Vereinigten Arabischen Emirate, Einspruch gegen die Wertung der Partie ein, da Abdulla und Bassam al-Rawi nicht spielberechtigt gewesen seien. Um für das Nationalteam spielberechtigt zu sein, muss laut FIFA-Statuten entweder der Spieler selbst, ein Elternteil oder ein Großelternteil in dem Land geboren sein oder der Spieler muss nach Vollendung des 18. Lebensjahres mindestens fünf Jahre durchgehend in dem Land gewohnt haben. Letzteres traf auf Abdulla nicht zu, nach seiner Aussage sei jedoch seine Mutter in Katar geboren, was die Vereinigten Arabischen Emirate anzweifelten.

## Erfolge
al-Duhail SC
- Katarischer Meister: 2022/23